# Johannes Girmes & Co

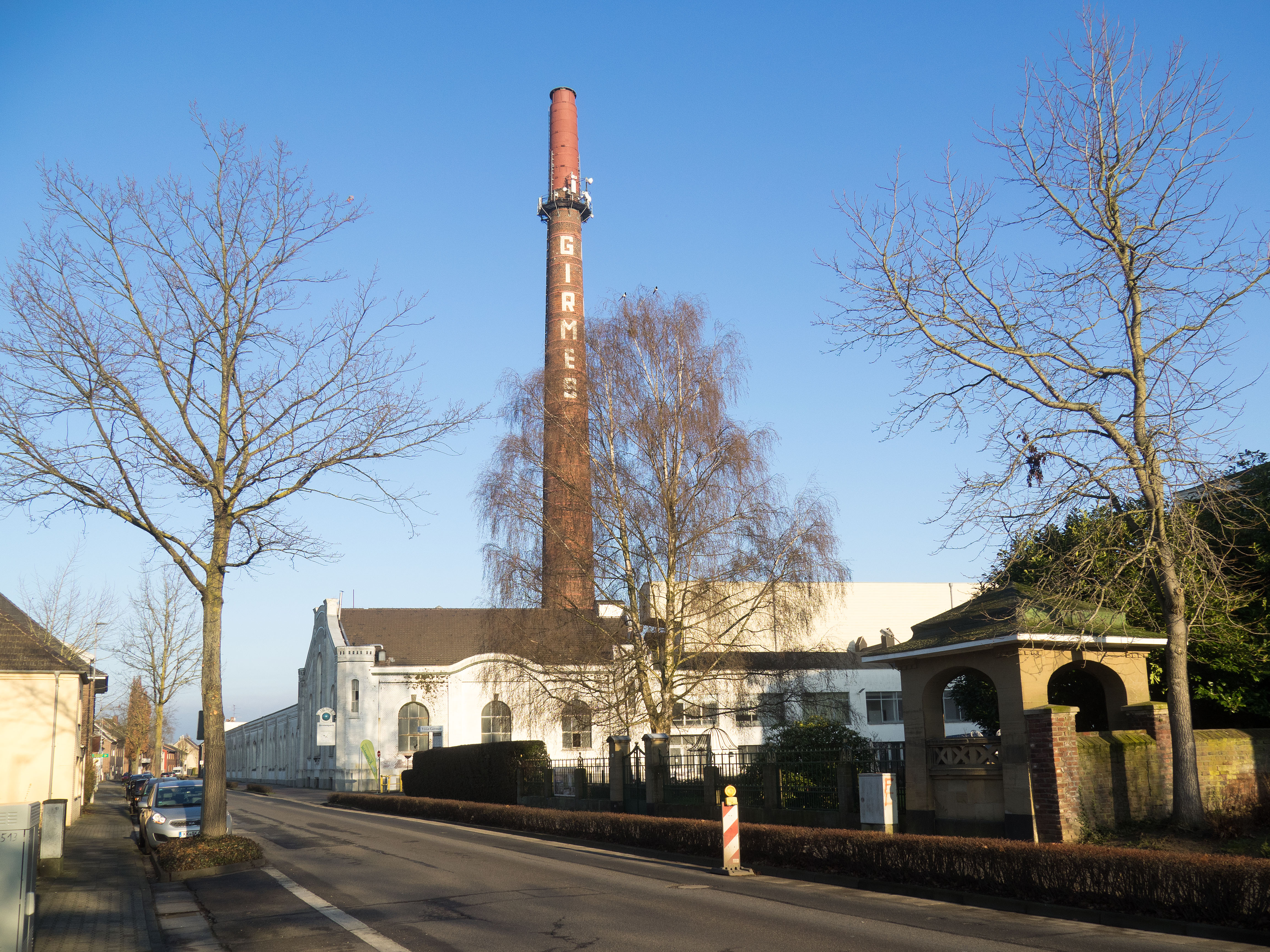
(ehem.) Fabrikgelände Textilfabrik Johannes Girmes & Co.

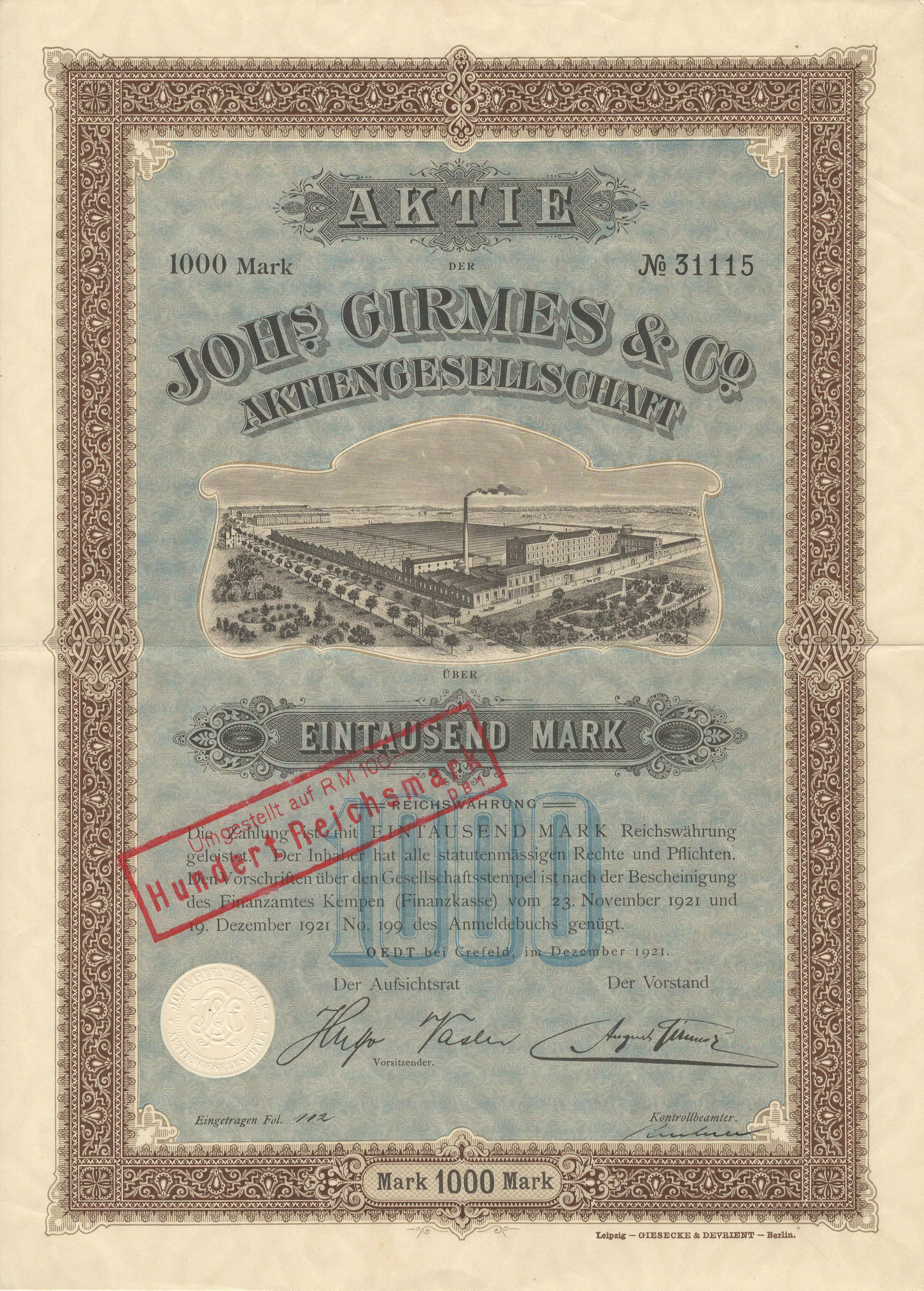
Aktie über 1000 Mark der Johs. Girmes & Co. AG vom Dezember 1921 mit den Unterschriften des Aufsichtsratsvorsitzenden Hugo Vasen und des Vorstandes August Girmes.

Anteilschein über 1000 RM der Johs. Girmes & Co. GmbH vom Mai 1944

Unter Johannes Girmes & Co. firmierte ein deutsches Textilunternehmen in Oedt, Kreis Viersen. Es wurde 1879 von Johannes Girmes (1854–1912) gegründet, 1904 in eine Aktiengesellschaft und 1943 in eine GmbH umgewandelt. 1959 erfolgte eine weitere Umwandlung zurück in eine Aktiengesellschaft mit der Firma Girmes-Werke AG. Das Unternehmen zählte zu den führenden Spezialisten hochwertiger dreidimensionaler Gewebe, musste jedoch 1989 Konkurs anmelden.
2003 wurde auch die Nachfolge-Gesellschaft insolvent, nachdem die Schulden auf etwa 100 Millionen Euro angewachsen waren. Der Insolvenzverwalter entließ 260 von 727 Mitarbeitern. 2004 kaufte Tissavel die Girmes-Aktiva und reduzierte die Mitarbeiterzahl im weiteren Verlauf auf 50. 2007 wurden die Fertigungsmaschinen zu einem großen Teil nach Tschechien verkauft.